# 易茗
易茗（1952年—），本名李南冈，男，北京人，作词家，中国音乐家协会会员，主要作品为电视剧歌词。于1976年毕业于东北师范大学中文系。

## 作品
曾为《渴望》、《水浒传》、《大宅门》、《乔家大院》、《三国》等电视剧的歌曲进行创作。

## 荣誉
- “中国十大金曲”榜首奖
- 第十六、二十届全国电视“金鹰奖”歌曲单项奖
- 两次获得中宣部“五个一工程”奖